# Borgo Pace
Borgo Pace es una comune italiana situada en la provincia de Pesaro y Urbino, región de las Marcas. Tiene una población estimada, a fines de noviembre de 2021, de 528 habitantes.

## Evolución demográfica
| Gráfica de evolución demográfica de Borgo Pace entre 1861 y 2021 |
|                                                                  |
| Fuente ISTAT - elaboración gráfica de Wikipedia                  |